# Tenis ziemny na Igrzyskach Śródziemnomorskich 2022
Tenis ziemny na Igrzyskach Śródziemnomorskich 2022 – turniej tenisowy, który był rozgrywany w dniach 27 czerwca–1 lipca 2022 roku podczas igrzysk śródziemnomorskich w Oranie. Zawodnicy zmagali się na obiektach Club de Tennis Habib Khelil. Tenisiści rywalizowali w czterech konkurencjach: singlu i deblu mężczyzn oraz kobiet.

## Medaliści
Poczet medalistów zawodów tenisowych podczas Igrzysk Śródziemnomorskich 2022.
| Konkurencja             | Złoty medal                              | Srebrny medal                                 | Brązowy medal                       |
| gra pojedyncza kobiet   | Guiomar Maristany                        | Nuria Brancaccio                              | Jéssica Bouzas Maneiro              |
| gra pojedyncza mężczyzn | Francesco Passaro                        | Carlos López Montagud                         | Adam Moundir                        |
| gra podwójna kobiet     | Jéssica Bouzas Maneiro Guiomar Maristany | Francesca Curmi Elaine Genovese               | Nuria Brancaccio Aurora Zantedeschi |
| gra podwójna mężczyzn   | Matteo Arnaldi Francesco Passaro         | Carlos López Montagud Álvaro López San Martín | Elliot Benchetrit Adam Moundir      |

### Tabela medalowa
Klasyfikacja medalowa zawodów tenisowych podczas Igrzysk Śródziemnomorskich 2022.
| Miejsce | Państwo   | Złoto | Srebro | Brąz | Razem |
| ------- | --------- | ----- | ------ | ---- | ----- |
| 1.      | Hiszpania | 2     | 2      | 1    | 5     |
| 2.      | Włochy    | 2     | 1      | 1    | 4     |
| 3.      | Malta     | 0     | 1      | 0    | 1     |
| 4.      | Maroko    | 0     | 0      | 2    | 2     |
|         | Razem     | 4     | 4      | 4    | 12    |